# 이원경 (1922년)
이원경(李源京, 1922년 1월 15일~2007년 8월 3일)은 대한민국의 정치인, 외교관, 공무원이다.
본관은 여강이다. 역대 대한민국 외무부 장관 사상 첫 서울대학교 출신 외무부 장관이었다.

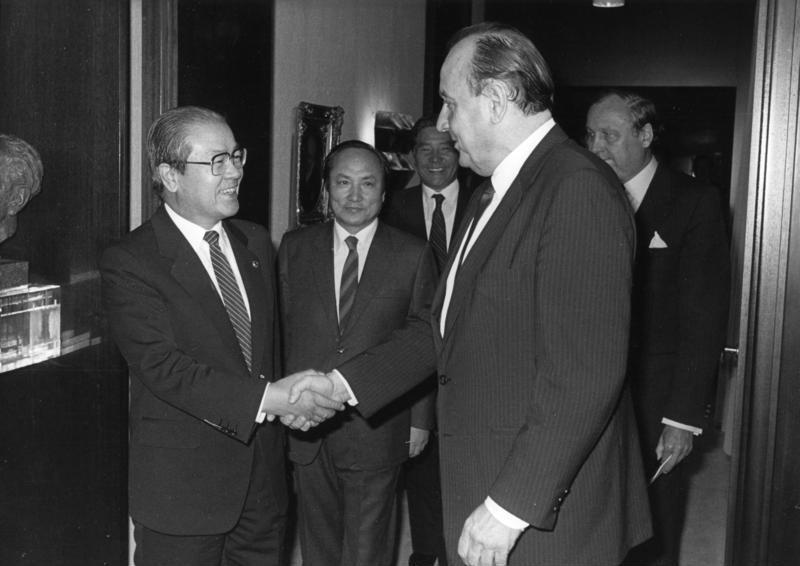
서독의 외무장관 한스디트리히 겐셔(오른쪽)와 회담하는 이원경 외무부 장관 (1984년 7월 4일)

유네스코 세계문화유산인 경주 양동마을에서 태어나 상경, 1947년 서울대학교 상과대학 경제학과를 졸업하고, 1948년에 외무부에 들어갔다. 1963년 미국 하버드 대학교 국제문제연구소에서 수학하였다. 외무부에서는 방교국장, 의전국장, 주일 대표부 참사관, 외무부차관, 외무부 근무 대사까지 역임한 후 문공부장관, 체육부장관 등 화려한 외도를 하다가 1983년 외무부장관으로 복귀했던 다채로운 경력의 소유자이다. 체육부장관으로 재직 중이던 1983년 10월 아웅 산 묘역 폭탄테러사건이 일어나자, 정부 특사로 현지에 파견돼 사태를 능란히 수습, 평가를 받고 곧이어 외무부장관에 발탁되어 1980년대 외교기반 조성에 큰 몫을 담당하였다. 매사에 인화와 단결을 강조하면서 외교역량을 효율적으로 집결시키는 데 탁월한 수완이 있다는 평가를 받았다. 1988년에 주일본 대사에 임명되었다.
또한, 국제신문인협회(IPI) 회원, 합동통신사 부사장 및 사장, 한국올림픽위원회 부위원장 겸 대한체육회 부회장, 합동통신회장, 한국외교협회 회장, 국가보위입법회의 외교국방위원장, (주)합동대표이사 회장, 민주정의당후원회 회장, 서울올림픽조직위 부위원장 겸 사무총장, 신한국당후원회 회장을 역임하였다.

## 학력
- 1947년 서울대학교 상과대학 경제학과 졸업

### 비학위 수료
- 1963년 미국 하버드 대학교 국제문제연구소 수학